# Бердянск (станция)
Бердянск (укр. Бердянськ) — железнодорожная станция Запорожской дирекции Приднепровской железной дороги, расположенная в Бердянске на Украине.

## История
29 марта 1865 года в ратуше комиссия подписала ходатайство перед губернским начальством о проведении железной дороги к Бердянску. Впрочем, сам вокзал построят только через тридцать лет.
Строительство железнодорожной линии «Чаплино — Пологи — Бердянск», начатое Г. И. Панафутиным в 1896 году (в этот год инженер-архитектор был назначен начальником Бердянской строительной дистанции), завершилось в конце 1898 года. 
Основанная в 1898 году станция, во время строительства линии Чаплино — Бердянск Екатерининской железной дороги, дало начало проведению кардинальной реконструкции морского порта — деревянные причалы в порту были заменены каменными, заново построен мол. 
А в 1899 году, для обеспечения морского порта транзитными грузами, увеличения торговли и развития транспортных путей, ведущих к Бердянску, была проложена железная дорога до морского порта. 
1 января 1899 года на станции Чаплино произошла церемония по случая открытия Бердянской железной дороги.
С открытием в 1902 году бердянской грязелечебницы, уже в 1904 году к ней была проложена железнодорожная линия от станции Бердянск-Порт длиной 5 км и введена регулярная перевозка пассажиров пригородным поездом.  
В 1943 году бердянский вокзал был уничтожен немецко-фашистскими войсками. Восстанавливали его 5 лет. Интерьер вокзала слегка преобразился: его залы были отделаны мраморной плиткой Янцевского карьера.

## Пассажирское сообщение по станции
С 22 января 2016 года введены два ежедневных пригородных поезда Бердянск — Пологи — Запорожье, отправлением из Бердянска в 0.30 и 11.30.
С 14 апреля 2016 года, вместо регионального поезда «Приазовье» назначен поезд № 607/608 «Запорожье — Бердянск».
С марта 2018 года курсирует поезд Бердянск-Киев (ежедневно, через Запорожье, Днепр). Поезд активно используется как по области так и в Киев благодаря меньшей, чем в автобусах, цене.
Во время курортного сезона до станции Бердянск вводятся также пассажирские поезда из Киева, Харькова, Днепра, Кривого Рога. Запускаются прицепные вагоны во Львов и Минск.